# 筒井百々子
筒井 百々子 （つつい ももこ、1月29日 - ）は、日本の漫画家。福岡県出身。O型。女性。代表作に「たんぽぽクレーター」・「ものまね鳥シンフォニー」・「空の上のアレン」などがある。

## 来歴・作風
元日本アニメーションのアニメーター。『プチコミック』1980年10月号の「イーフリアム」でデビュー。主にSF・ファンタジー作品を執筆。シリアスな設定であっても、どこか心暖まる雰囲気のある作風が特徴。

## 作品リスト
- たんぽぽクレーター プチフラワーコミックス（小学館）全2巻
- 火星に捧げるデュエット WINGS COMICS（新書館）全1巻
- リトル・コンサート―So dear to my heart 奇想天外コミックス（大陸書房）全1巻
- ものまね鳥シンフォニー マイ・コミックス（東京三世社）全2巻
- つばさロング・パス POE BACKS（ ふゅーじょんぷろだくと）
- 美少年症候群 POE BACKS （ふゅーじょんぷろだくと）
- 小さき花や小さき花びら マイ・コミックス（東京三世社）全1巻
- 1スウの銅貨 メヌエット・コミックス（大陸書房）全1巻
- 空の上のアレン マイ・コミックス（東京三世社）全4巻
- グレンデル星座 ベルコミックス（フロム出版）全1巻